# Hans Kaiser (Politiker, 1938)
Hans Kaiser (* 5. Dezember 1938 in Georgsmarienhütte, Landkreis Osnabrück; † 5. März 2024 in Hagen am Teutoburger Wald) war ein deutscher Politiker (SPD) und Mitglied des Niedersächsischen Landtages.

## Leben
Nach der Volksschule in Oesede besuchte Hans Kaiser die Realschule in Georgsmarienhütte. Anschließend absolvierte er eine Ausbildung als Elektromaschinenbauer. Am Braunschweig-Kolleg erwarb er die Hochschulzugangsberechtigung und studierte in der Folge Elektrotechnik, Erziehungswissenschaft und Sozialwissenschaft an der Universität Hamburg. Nach dem zweiten Staatsexamen arbeitete er ab 1966 bis 1970 als Studienrat an berufsorientierten Schulen in Osnabrück. Kaiser war Mitglied der Gewerkschaft Erziehung und Wissenschaft und seit 1966 Mitglied der SPD, Mitglied des Bezirksvorstandes der SPD in Weser-Ems und des Landesvorstandes der SPD. Er wirkte als Ratsherr und Vorsitzender der SPD-Fraktion im Rat von 1968 bis 1983 und in den Jahren 1972 bis 1983 als Beigeordneter der Gemeinde Hagen am Teutoburger Wald.
Kaiser war vom 21. Juni 1970 bis 20. Juni 1990 Mitglied des Niedersächsischen Landtages (7. bis 11. Wahlperiode).
Hans Kaiser war verheiratet.